# 西巴德島
西巴德島（英語：West Budd Island）是南極洲的島嶼，位於麥克羅伯特森地的霍姆灣，是弗拉特群島北端兩座島嶼較西面的一座，由挪威製圖師根據該國探險隊的空中照片繪入地圖。
67°35′S 62°50′E / 67.583°S 62.833°E